# Sincerely (Lied)
Sincerely ist eine amerikanische R&B- und Pop-Ballade, die weltweit in der Fassung der McGuire Sisters bekannt wurde. Sincerely wird oft als Hintergrundmusik in deutschen Fernsehfilmen verwendet, um den Zuschauer in die Zeit des gerade beginnenden Wirtschaftswunders einzuführen.
Sincerely wurde von Harvey Fuqua komponiert und erstmals von den Moonglows interpretiert, die mit dem Song ihren ersten großen Hit in den Billboard R&B-Charts hatten. Die Singles schaffte es auch, in den Billboard Pop-Charts Platz 20 zu erreichen. In der Fassung der McGuire Sisters kam Sincerely im Dezember 1954 in die amerikanischen Charts und blieb 1955 für vier Wochen auf Platz eins.
Zwei weitere Versionen konnten sich in den Charts platzieren: Paul Ankas Version 1969 aus Platz 80, und die Version der Four Seasons 1964 auf Platz 75.
Es gibt zahlreiche Sincerely-Coverversionen, unter anderem von:
- Louis Armstrong (1956)
- Barry Biggs
- Tony Castle and The Raiders
- Kevin Dean
- The Delfonics
- Chenley Duffus
- Jackie Edwards
- Forester Sisters (1988)
- Connie Francis (1959)
- The Gatlin Brothers
- Maureen McGovern (1992)
- The McGuire Sisters (1954)
- The Moonglows (1954)
- Johnny Otis and The Jayos
- The Paris Sisters
- The Platters
- The Tokens (1961)
- Bobby Vee
- The Four Seasons (1964)